# 제타 (자동차 브랜드)
제타(영어: Jetta)는 중국 시장에서 독일의 폭스바겐과 중국 자동차 제조사인 디이 자동차와 합자한 제일-폭스바겐 모터스에서 2019년에 출시한 브랜드이다. 폭스바겐 제타는 중국에서 인기있는 자동차이며, 해당 모델은 두 가지 추가 SUV 모델이 제품군에 합류하면서 새로운 회사의 기반을 형성한다.
제타 자동차는 중국 청두시에서 생산되고 있다.

## 역사
당시 제타 브랜드가 출시되었을때 회사의 사장이었던 사람은 하랄트 뮐러였다.
2020년 5월 하랄트 뮐러는 인터뷰에서 중국 외부에서 해당 브랜드에 관심이 있다고 밝혔다.2020년 8월, 중국 이외의 국가로 제타 브랜드 차량을 수출할 계획이 있었지만, 회사는 어떤 타겟 시장을 노리고 있는지 공개하지 않았다.

## 주요 차종
| 사진 | 모델명 | 중국어명 | 생산년도 | 차종 설명                                                           |
| 세단 | 세단   | 세단     | 세단     | 세단                                                                |
| ---- | ------ | -------- | -------- | ------------------------------------------------------------------- |
|      | VA3    | 捷達VA3  | 2019     | 컴팩트 세단, 중국 폭스바겐 제타의 페이스리프트와 동일한 차대를 사용 |
|      | VA7    | 捷達VA7  | 2025     | 컴팩트 세단                                                         |
| SUV  |        |          |          |                                                                     |
|      | VS5    | 捷達VS5  | 2019     | 컴팩트 크로스오버 SUV                                               |
|      | VS7    | 捷達VS7  | 2020     | 중형 크로스오버 SUV                                                 |